# Solitary Man
"Solitary Man" é uma canção escrita e gravada por Neil Diamond  em 1966, para o seu álbum de estreia, The Feel of Neil Diamond.

## Versão HIM
"Solitary Man" foi regravada pela banda HIM, e lançada no álbum dos melhores êxitos em 14 de Março de 2004, And Love Said No: The Greatest Hits 1997-2004.

## Paradas
| Paradas                    | Posições |
| -------------------------- | -------- |
| Finlândia - Mitä hittiä    | 2        |
| Suécia - Sverigetopplistan | 37       |